# 맷 비슬러
매튜 스캇 비슬러(Matthew Scott Besler, 1987년 2월 11일, 캔자스주 오벌랜드파크 ~)는 미국의 전 축구 선수이다. 비슬러는 미국 국가대표팀의 일원이기도 했으며, 좌측 중앙 수비수를 담당했다.

## 경력

### 유소년 축구 및 대학교 축구
비슬러는 캔자스주 오벌랜드파크의 블루 밸리 웨스트 고등학교 재학 시절 4년간 쭉 컨퍼런스에 소속되어 있었다. 그는 고교 4년째에 23골 19어시스트를 기록하며, 블루 밸리 웨스트를 캔자스주 5A 대회 우승으로 이끌었고, 블루 밸리 웨스트의 통산 최다 승점 (124), 골 (40), 어시스트 (44)를 기록하였다. 그는 KCFC 얼라이언스 클럽 일원이며, 2004년 ESP 올스타 게임에 참가한 II지역 올림픽 발전 프로그램 (ODP)의 주요 일원이기도 하였다.
비슬러는 노터대임 대학교 시절 대학 축구를 하였으며, 4년동안 90경기에 출전 (73경기 선발 출전) 하여 5골을 기록하였다. 그는 4학년에 스포츠와 학업에서 올-아메리칸 선수로 선정되었으며, 2008년 NSCAA 4학년 학업 올 아메리카 올해의 선수로 선정되었으며, 올 빅 이스트팀으로 3번 선정되었었다. 그는 노터대임 대학교가 4번 연속으로 NCAA 선수권에 참가할 수 있도록 도왔으며, 2006년과 2007년에 노터대임은 8강에 2차례 진출하였었다.

### 프로 경력
비슬러는 2009년 MLS 슈퍼드래프트 1차로 8번째에 캔자스시티 위저즈로 드래프트되었다. 그는 2009년 3월 28일, 1-2로 패한 콜로라도 래피즈전에서 87분에 교체 출전하며 프로 무대에 데뷔하였다. 2011년 3월 26일, 2-3을 패한 시카고 파이어전에서 그의 첫 프로경기 득점을 올렸다. 2011년 7월 10일, 비슬러는 팬 문자메시지 투표를 통해 2011년 MLS 올스타팀 일원으로 선정되었다.

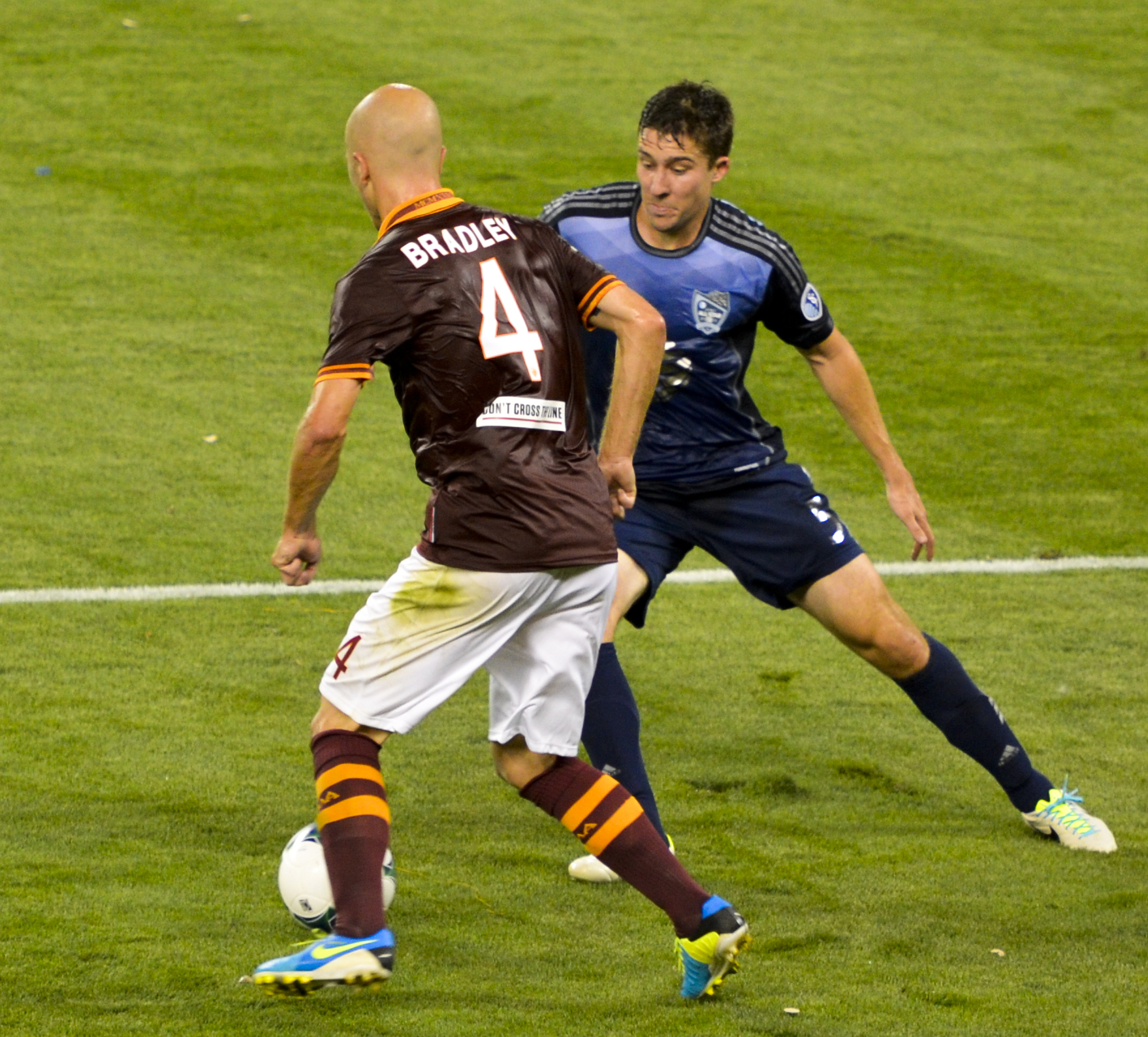
2013년 메이저 리그 사커 올스타 게임에서 경합하는 마이클 브래들리와 맷 비슬러 두 미국 국가대표팀 동료

2012년, 스포팅 캔자스시티의 비슬러는 MLS 최고의 수비수로 이름을 올렸고, 시애틀 사운더스와의 경기에서 자신의 승부차기를 성공시키며 US 오픈컵 우승에 일조하였다. 그는 2012년 MLS 올해의 수비수와 MLS 베스트 XI으로 선정되기도 하였다.
2012년 12월 12일, 비슬러는 퀸즈 파크 레인저스, 사우샘프턴, 그리고 버밍엄 시티와의 트라이얼 오퍼를 제치고 스포팅 캔자스시티와 3년 재계약을 체결하였다.
비슬러는 2013년 팬들의 올스타 XI에 선정되었다.

### 국가대표팀 경력
비슬러는 위르겐 클린스만이 미국 국가대표팀 감독으로 취임한 이래 미국 국가대표팀의 주전 좌측 센터백을 맡았다. 그는 2014년 FIFA 월드컵 북아메리카 지역 예선전에서 최고 선수 로 선정되었다.
2013년 1월 29일, 비슬러는 캐나다와의 친선전에서 미국 국가대표팀 데뷔전을 가졌다. 앞서 2012년 8월 23일에 비슬러는 위르겐 클린스만에 의해 멕시코와의 친선경기를 앞두고 차출되기도 하였으나, 경기에 출전하지는 못하였다.
2013년 3월 26일, 비슬러는 0-0으로 비긴 멕시코와의 월드컵 예선전에 출전하였었다. 6월 2일, 비슬러는 4-3으로 이긴 RFK 경기장에서의 독일전 보관됨 2013-07-10 - 웨이백 머신 에 출전하였었다. 이후, 비슬러는 자메이카, 파나마, 그리고 온두라스와의 월드컵 예선전에 선발 출전하였고, 세 경기에서 모두 이겼다.
팀이 타 선수의 평가를 하기 위해 2013년 CONCACAF 골드컵의 본래 명단에서 빠졌으나, 비슬러는 미국이 토너먼트전 진출을 확정 짓자 명단에 추가되었다.
비슬러는 2014년 FIFA 월드컵에 참가할 미국 국가대표팀의 최종 23인 엔트리에 들었다. 그는 조별 리그 3경기에 모두 선발로 출전하여 가나, 포르투갈, 독일의 끊임없는 공격을 무력화시켰고, 미국이 월드컵을 두 대회 연속으로 16강 진출을 이룩하는데 도움을 주었다.

## 사생활
비슬러는 고향인 캔자스시티에서 사회 봉사활동에 적극 참여하는 것으로 알려져 있다. 2012년 3월 1일, 비슬러는 3월, 4월, 5월에 인간의 해 캠페인 활동에서 백혈병 및 림프종 협회 (LLS) 와 협동하여 혈액암 연구를 위한 모금 사업을 벌였다. 2012년 4월, 맷은 메이저 리그 사커에 의해 W.O.R.K.S. 이달의 인도주의자로 선정되었다. 맷은 고향팀 캔자스시티 치프스 앤 로열스의 팬으로 알려져 있다. 2013년 7월 5일, 맷은 캔자스시티 로열스와 오클랜드 애슬레틱스간의 야구 경기에서 시구를 하였다. 그의 남동생 닉은 노터데임 대학교에 재임중이며, 대학 축구팀 애틀랜틱 코스트 컨퍼런스의 파이팅 아이리시의 일원으로 2013년 NCAA 우승을 거두었다. 그는 현재 미국 및 아시아를 근거지로 하는 에이전트사인 리베로 스포츠 LLC와 관계를 맺고 있다.
비슬러는 가톨릭 신자이다. 그는 종교적인 가문에서 자라났다; 그의 아버지 또한 가톨릭교도이며, 그의 어머니는 감리교에서 개종하였다. 비슬러는 교회 미사에 정기적으로 참가하며, 경기 전마다 묵주 기도를 한다. 그는 크리스토포로스와 시복 피에르 조르조 프라사티를 종교적 본보기로 보고 있다.

## 수상

### 미국
- CONCACAF 골드컵:
  - 우승: 2013

### 스포팅 캔자스시티
- 라마헌트 US 오픈컵: 2012
- MLS컵: 2013

### 개인
- MLS 올해의 수비수: 2012[17]
- MLS 올해의 도약 선수 보관됨 2015-09-24 - 웨이백 머신: 2012[18]
- MLS 베스트 XI 보관됨 2014-06-28 - 웨이백 머신: 2012[19]
- MLS 올스타: 2011, 2013
- 스포팅 캔자스시티 올해의 수비수: 2011

## 같이 보기
- 메이저 리그 사커 현역 선수 목록